# Cephaloleia chimboana
Cephaloleia chimboana is een keversoort uit de familie bladkevers (Chrysomelidae). De wetenschappelijke naam van de soort werd in 1938 gepubliceerd door Uhmann.